# Trosa stads kyrka

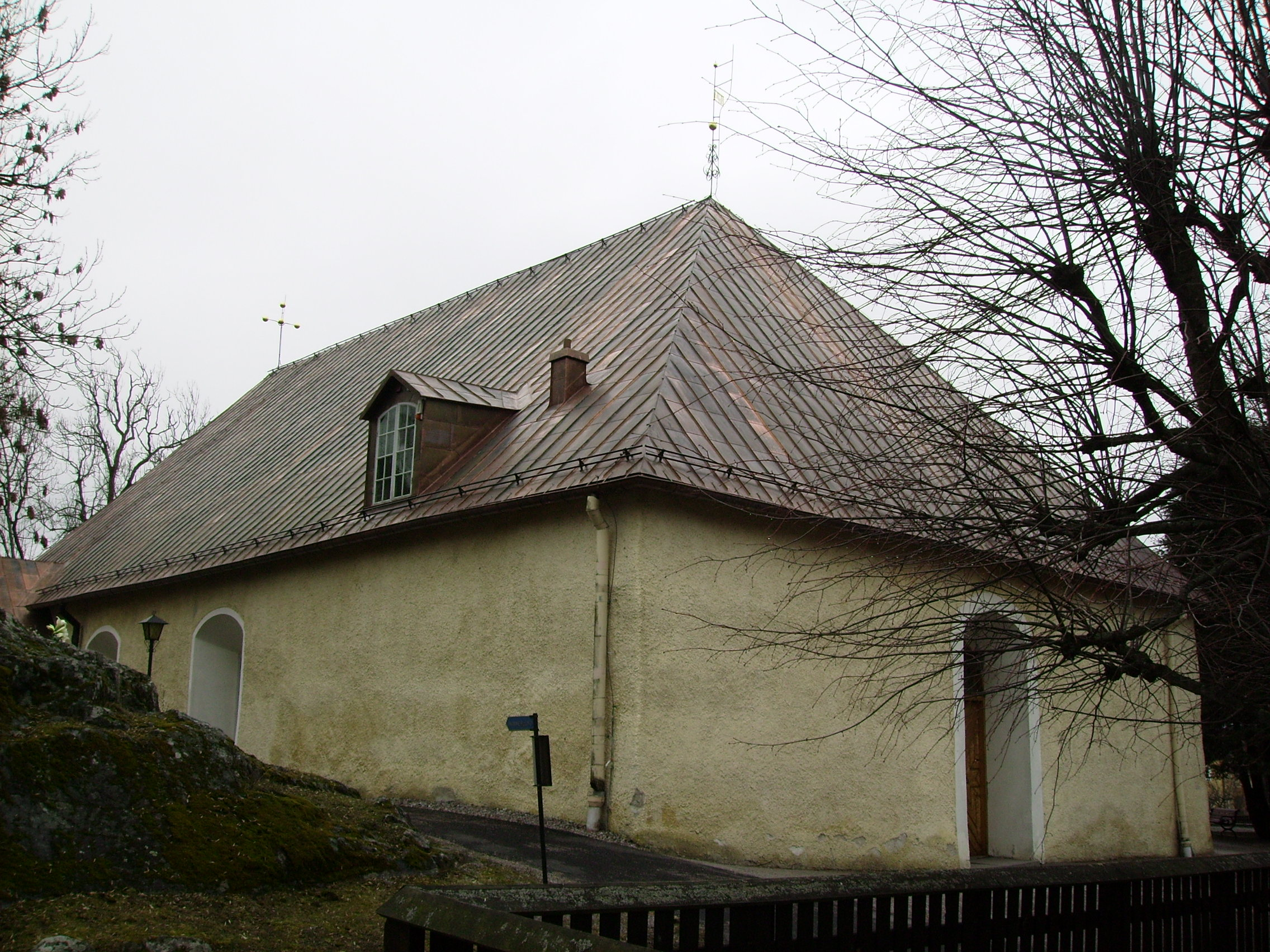
Trosa stads kyrka

Trosa stads kyrka (även kallad Trosa stadsförsamlings kyrka eller Trosa stadskyrka) är en kyrkobyggnad belägen i Trosa, söder om Södertälje i Sörmland. Kyrkan ingår i Trosa församling i Södertälje kontrakt, Strängnäs stift.

## Bakgrund
Trosa stads kyrka består av ett rektangulärt kyrkorum med tresidigt avslutat korparti i öster och en sakristia vidbyggd i norr. Kyrkan har haft flera föregångare. Ett kapell fanns förmodligen i den medeltida staden, belägen längre uppåt Trosaån. Sedermera flyttades staden till den nuvarande platsen, och ett kapell uppfördes omkring år 1600. 1614 ersattes detta av en timmerkyrka med långhus och ett lägre smalare kor, som möjligen var identiskt med det äldre kapellet. Vapenhuset låg i söder, sakristian i norr. Senare byggdes en korsarm till i norr.
I den nuvarande kyrkan står en liten svensktillverkad altartavla från medeltiden, som år 1672 stod i den gamla kyrkan.
Inte långt från den gamla kyrkan uppfördes den nuvarande, mellan åren 1694–1710. Sedan byggnadstiden har inte kyrkan genomgått några större förändringar. På 1750-talet tillkom dock sakristian, och 1895 byttes takets spån ut mot plåt. Långhuset täcks av ett valmat sadeltak. Stickbågiga fönsteröppningar genombryter de rosafärgade murarna. Takkupor ger ljus åt läktaren.

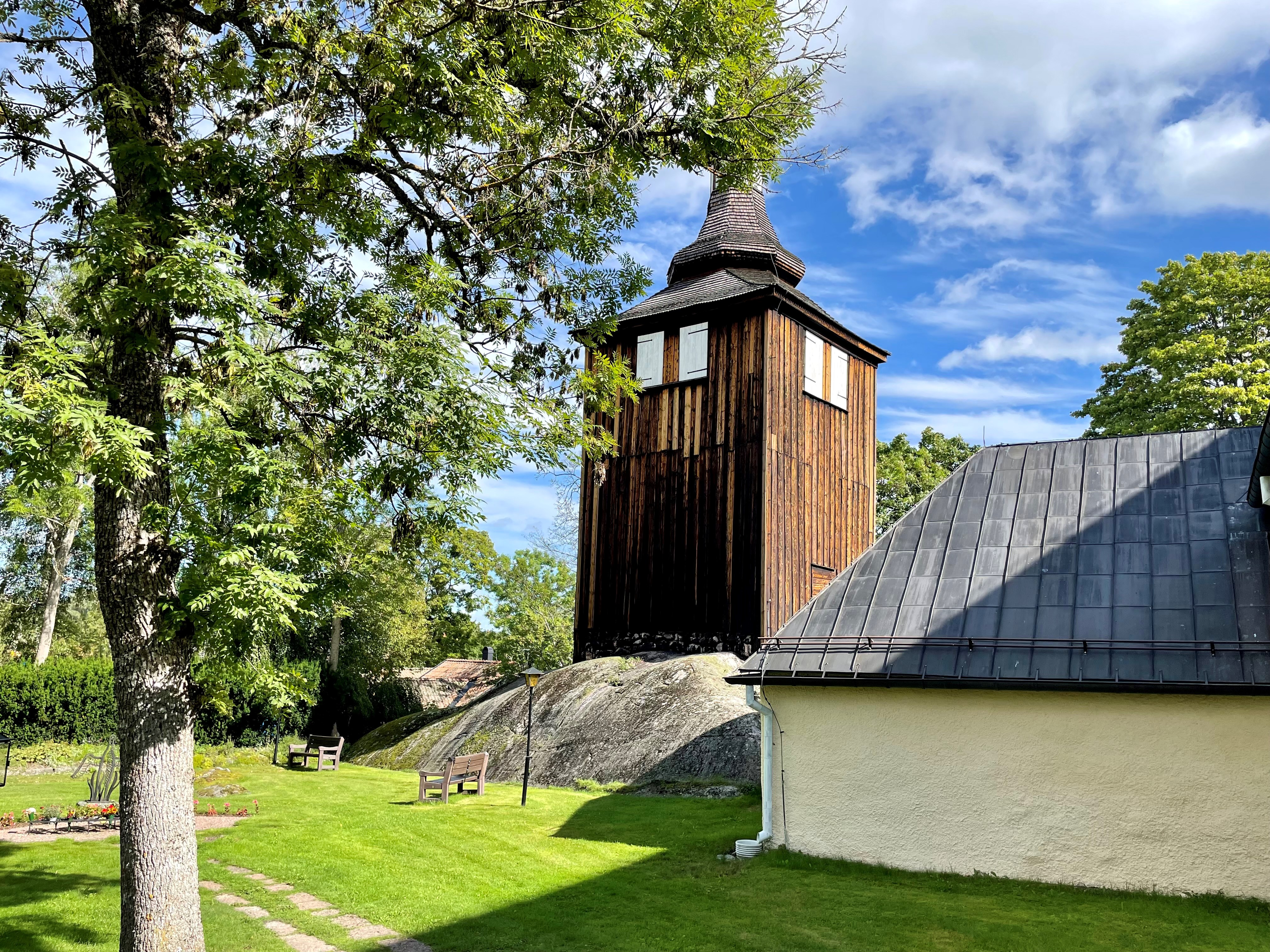
Kyrktornet bakom kyrkan, 2023.

Entrén är en portal som konstruerades i väster år 1837. Av de två ursprungliga ingångarna i söder och norr är den södra bevarad.
Interiören är mycket bevarad i sin 1700-talsprägel, med det vitkalkade tunnvalvet, predikstol och altaruppsats från 1711.

## Orgel
- 1784 skänker borgmästare C A Wrång en orgel till kyrkan.[2] Det ska vara kyrkans första orgel.
- 1829 köper man en orgel från Västerhaninge kyrka.
- 1839 bygger Per Zacharias Strand, Stockholm en orgel med 4 stämmor.
- 1893 byggs orgeln om och utökas av A V Lundahl, Stockholm till 9 stämmor och 1945 till 18 stämmor.
- Den nuvarande orgeln är byggd 1969 av Åkerman & Lund, Knivsta och är en mekanisk orgel.

| Huvudverk I         | Svällverk II      | Bröstverk III | Pedal               | Koppel |
| Principal 8'        | Gemshorn 8'       | Gedackt 8'    | Subbas 16'          | I/P    |
| Rörflöjt 8'         | Principal 4'      | Rörflöjt 4'   | Gedackt 8'          | II/P   |
| Oktava 4'           | Traversflöjt 4'   | Principal 2'  | Koralbas 4'         | III/P  |
| Svegel 2'           | Waldflöjt 2'      | Nasat 1 1/3'  | Rauschpfeife 4 chor | I/II   |
| Sesquialtera 2 chor | Mixtur 4 chor     | Cymbel 3 chor | Fagott 16'          | I/III  |
| Mixtur 4 chor       | Dulcian 16'       | Regal 8'      |                     | I/II   |
|                     | Trumpet 8'        | Tremulant     |                     |        |
|                     | Crescendosvällare |               |                     |        |

## Bilder

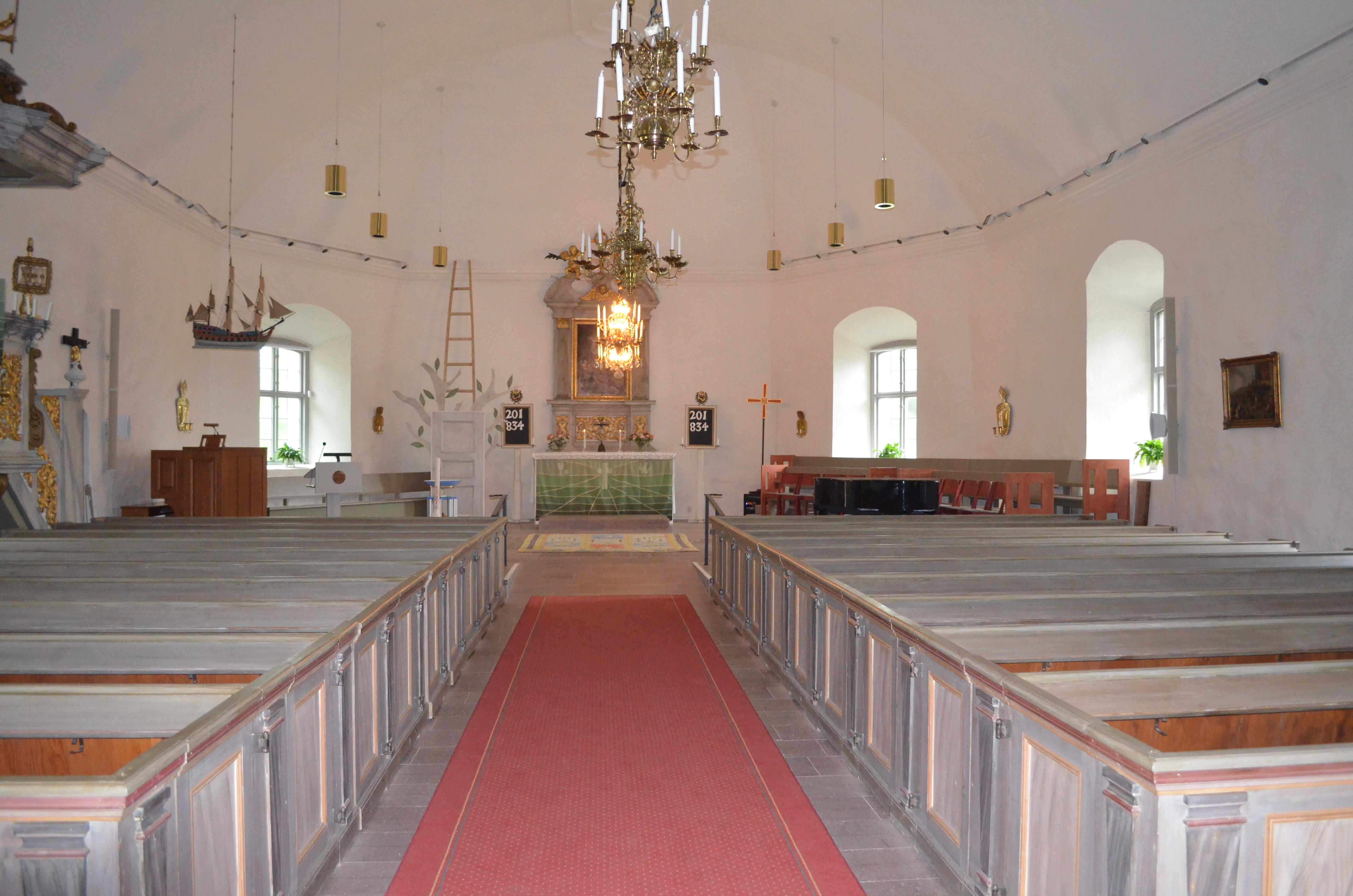
Trosa stads kyrkas kyrksal
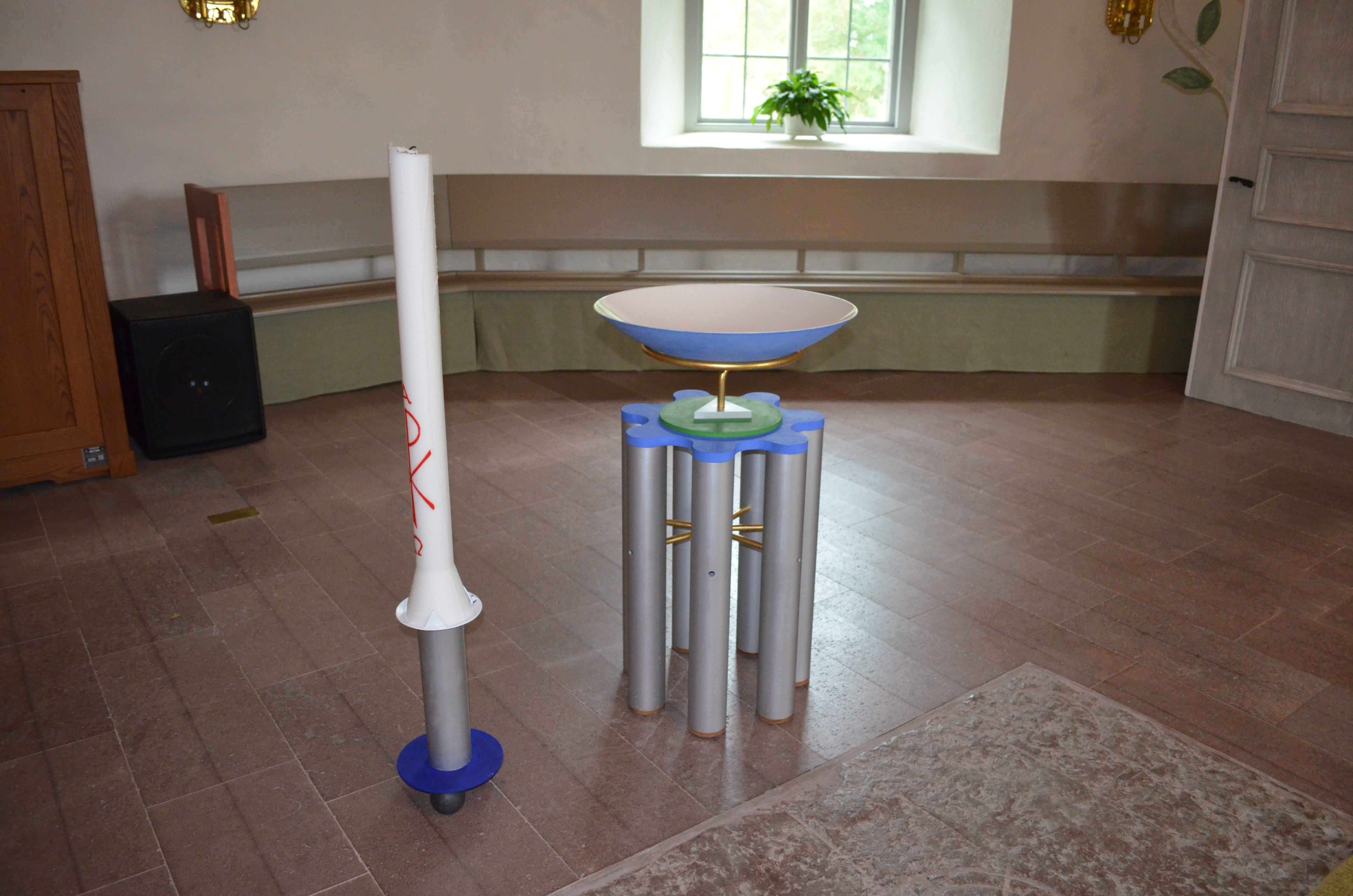
Trosa stads kyrkas dopfunt
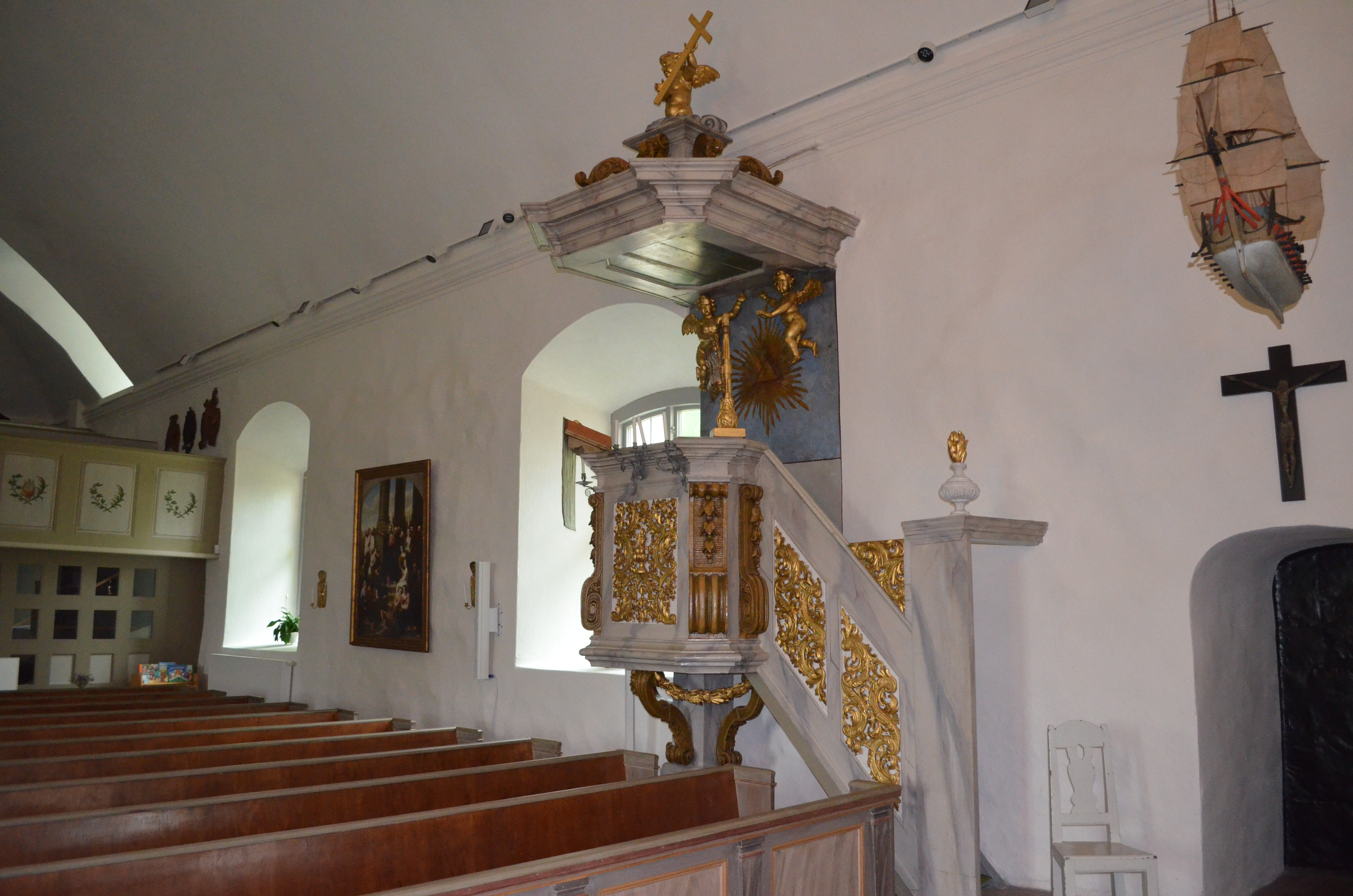
Trosa stads kyrkas predikstol
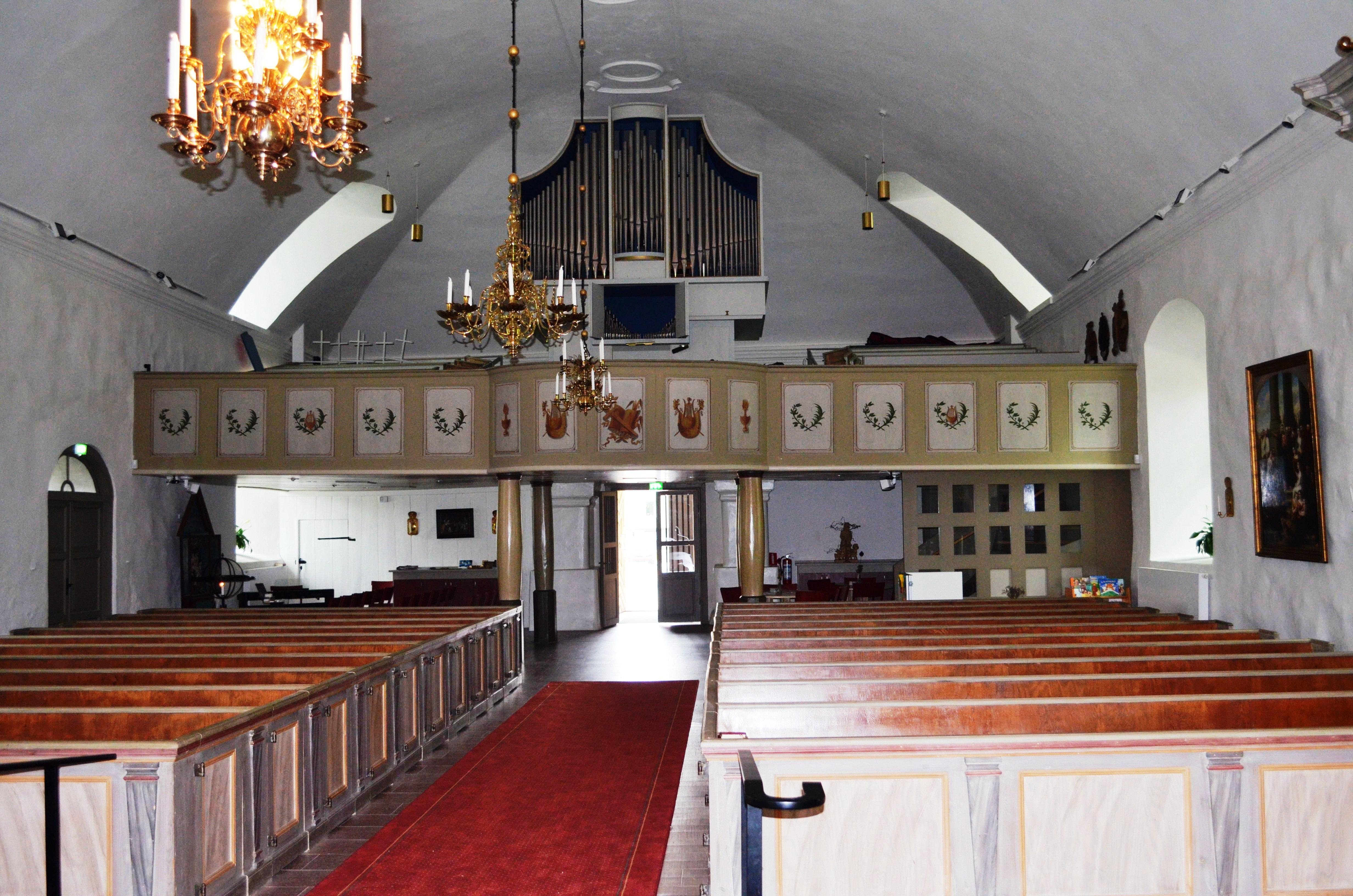
Trosa stads kyrkas kyrkorgel